# David Lloyd Johnston
Pour les articles homonymes, voir Johnston et David Johnston.
David Lloyd Johnston, né le 28 juin 1941 à Sudbury (Ontario), est un homme d'État canadien. Il est le 28e gouverneur général du Canada, en fonction du 1er octobre 2010 au 2 octobre 2017.
Avocat et universitaire de formation, il est principal et vice-chancelier de l'Université McGill de 1979 à 1994 et président de l'Université de Waterloo de 1999 à 2010.
Il est commissaire aux débats des chefs depuis sa création en 2018 .
Il quitta son poste de rapporteur spécial dans la controverse le 9 juin 2023 à la suite d'un vote de non-confiance de la majorité des élus.

## Jeunesse et études
David Johnston est le fils de Lloyd Johnston, propriétaire d'une quincaillerie, et de Dorothy Stonehouse. Il est né et a grandi à Sudbury, en Ontario. Il fait ses études secondaires au Sault Collegiate Institute,, à Sault-Sainte-Marie, en Ontario.
Il obtient un baccalauréat des arts à l'université Harvard en 1963. Pendant qu'il est à Harvard, il fait partie de l'équipe de hockey sur glace, dont il devient capitaine, et il est choisi à deux occasions pour faire partie de l'équipe All-America,. C'est à ce moment qu'il rencontre Erich Segal. Ils deviennent partenaires de jogging. Segal a écrit en 1970 un populaire roman, Love Story, où il crée un personnage nommé Davey, capitaine d'une équipe de hockey, en s'inspirant de Johnston. Johnston obtient un baccalauréat en droit (LL.B.) de l'université de Cambridge en 1965 et un autre baccalauréat en droit de l'Université Queen's en 1966.
Durant cette période, il épouse Sharon Johnston, qu'il avait fréquentée au secondaire. Le couple aura cinq filles : Deborah, avocate au ministère de la Justice du Canada; Alex, avocate au bureau du premier ministre de l'Ontario, Dalton McGuinty ; Sharon, docteure en médecine et professeur adjoint à l'Université d'Ottawa ; Jennifer, économiste pour Environnement Canada ; et Sam, titulaire d'un doctorat en éducation de Harvard.

## Carrière universitaire
En 1966, David Johnston devient professeur adjoint à la faculté de droit de l'Université Queen's, où il enseigne pendant deux ans. En 1968 il passe à la faculté de droit de l'Université de Toronto, où il est professeur adjoint de 1968 à 1969, associate professor de 1969 à 1972, puis professeur de 1972 à 1974. En 1974, il est nommé doyen de la faculté de droit de l'Université de Western Ontario, poste qu'il occupe jusqu'en 1979. Il occupe ensuite le poste de principal et vice-chancelier de l'Université McGill pendant quinze ans, de 1979 à 1994, fonction correspondant à celle de recteur dans une université francophone. De 1994 à 1999, il est professeur à la faculté de droit de l'Université McGill. Le 1er juin 1999, il devient le cinquième président de l'Université de Waterloo, poste qu'il occupe jusqu'en 2010. Au cours de sa carrière de professeur de droit, il se spécialise dans les domaines de la réglementation financière, du droit des corporations, des politiques publiques et du droit des technologies de l'information.

## Politique et affaires publiques
David Johnston s'implique également au niveau politique et dans les affaires publiques.
Il est modérateur lors de débats politiques télévisés, le premier étant le débat des chefs de partis entre Pierre Trudeau, Joe Clark et Ed Broadbent, avant l'élection fédérale de 1979. Il accomplit la même tâche cinq ans plus tard avant l'élection fédérale de 1984, lors du débat entre Brian Mulroney, John Turner et Ed Broadbent. Il est aussi modérateur lors du débat des chefs de partis de l'Ontario entre David Peterson, Bob Rae et Larry Grossman, avant l'élection provinciale ontarienne de 1987.
Il est commissaire à la Commission des valeurs mobilières de l'Ontario (Ontario Securities Commission) de 1972 à 1979. Il préside des groupes d'étude gouvernementaux aux niveaux provincial et fédéral, dont la table ronde nationale sur l'environnement et l'économie (1988-1991), le groupe de travail sur l'accès à la télécommunication haute vitesse (Industrie Canada, 2000-2001), le comité des systèmes d'information sur l'environnement (Environnement Canada, 2000-2001), le comité consultatif sur la formation en ligne (Conseil des ministres de l'éducation du Canada et Industrie Canada, 2000), le panel de révision sur l'infertilité et l'adoption (Gouvernement de l'Ontario, 2008-2009). Il préside ou est membre de plusieurs autres groupes et tables de discussions sur les politiques publiques et scientifiques. Il est notamment membre du groupe sur les systèmes intelligents pour l'Agence de la santé (Ministère de la Santé de l'Ontario, depuis 2002) et du groupe de travail sur la gestion de l'information à grande échelle et sur les projets technologiques (Gouvernement de l'Ontario, depuis 2004).
Bien que Johnston soit considéré comme non-affilié à un parti politique en particulier,, il s'implique activement dans des débats et des activités politiques tout au long de sa carrière. Il est membre du conseil d'administration du Conseil de l'unité canadienne depuis 1988. Il fait campagne dans un comité du « oui » au référendum de 1992 sur le projet constitutionnel de Charlottetown. Il est coprésident du comité montréalais du « non » lors du référendum de 1995 au Québec et corédige un livre contre l'indépendance du Québec (1995),,.

### Commission Oliphant

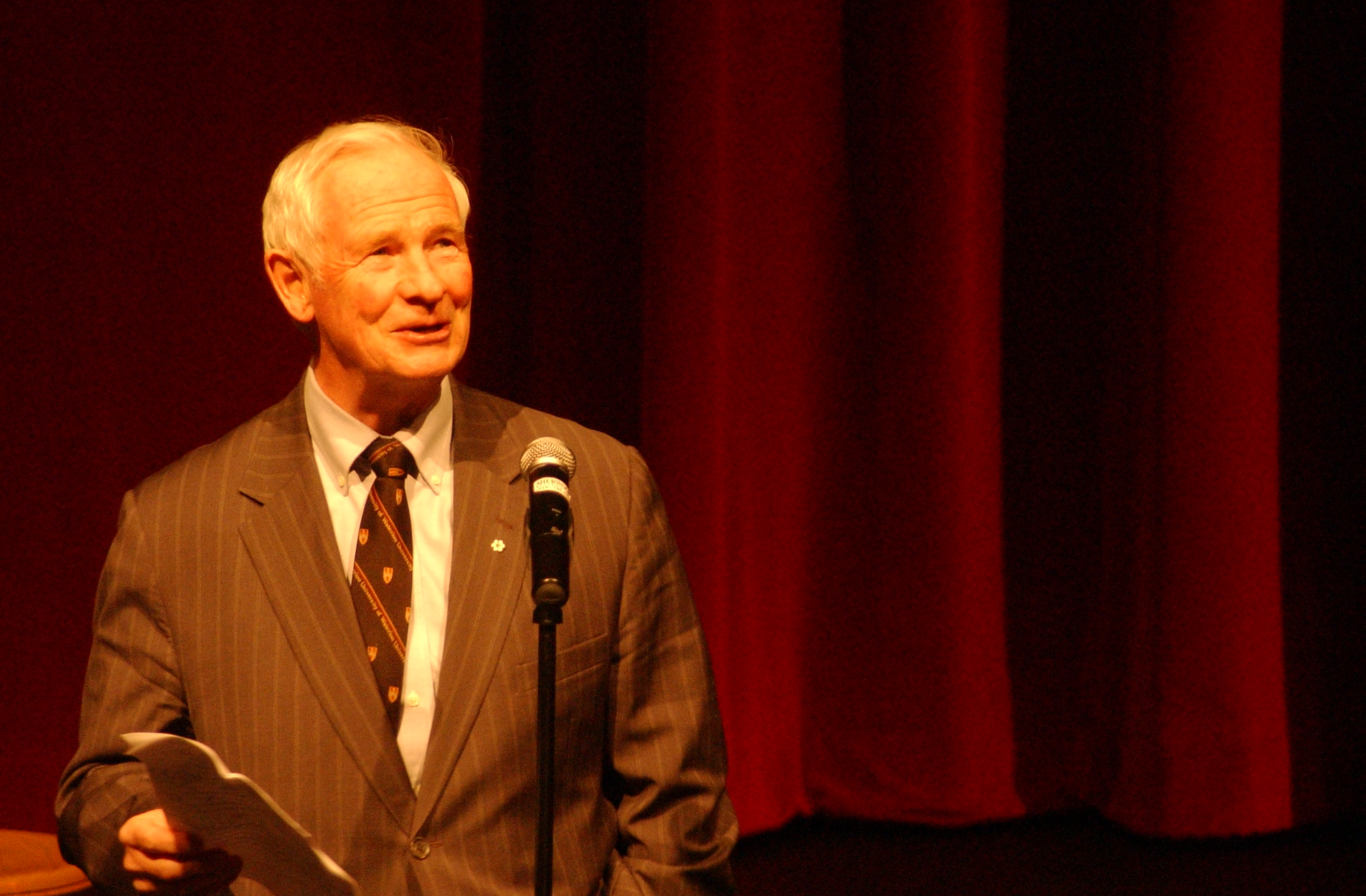
David Johnston en 2007.

Il est principalement remarqué lors de l'enquête sur l'affaire Airbus. Le 14 novembre 2007, Johnston est mandaté par la gouverneure générale Michaëlle Jean, selon le souhait du premier ministre du Canada Stephen Harper, d'agir comme conseiller indépendant responsable d'élaborer, pour le cabinet, l'ébauche des termes de référence pour une enquête publique, connue sous le nom de la commission Oliphant, impliquant, entre autres, l'ancien premier ministre Brian Mulroney et l'homme d'affaires allemand Karlheinz Schreiber. Ce mandat a toutefois été critiqué par le groupe de citoyens indépendant Democracy Watch, ceux-ci considérant un possible conflit d'intérêts dû au fait que Johnston était sous les ordres de Mulroney lorsque celui-ci terminait son mandat comme premier ministre. Johnston termine son rapport le 11 janvier 2008, élaborant 17 questions d'intérêt qui devraient être résolues. Il exclut toutefois de l'enquête le sujet de l'octroi du contrat Airbus, disant que cet aspect de la question avait déjà été pris en considération lors d'une enquête de la gendarmerie royale du Canada, décision qui génère les critiques des députés de l'opposition ainsi que des accusations d'avoir agit en tant que « l'homme du premier ministre ». Cette colère s'amplifie lorsque l'on apprend que Mulroney a accepté une somme de 300 000 dollars canadiens comptant de Karlheinz Schreiber, mais l'enquête n'a pu élaborer sur ce sujet, le mandat restreint de la commission ne le permettant pas. D'autres toutefois, tel Peter George, président de l'Université McMaster, défendent Johnston, soulignant son intégrité et son indépendance.

## Gouverneur général

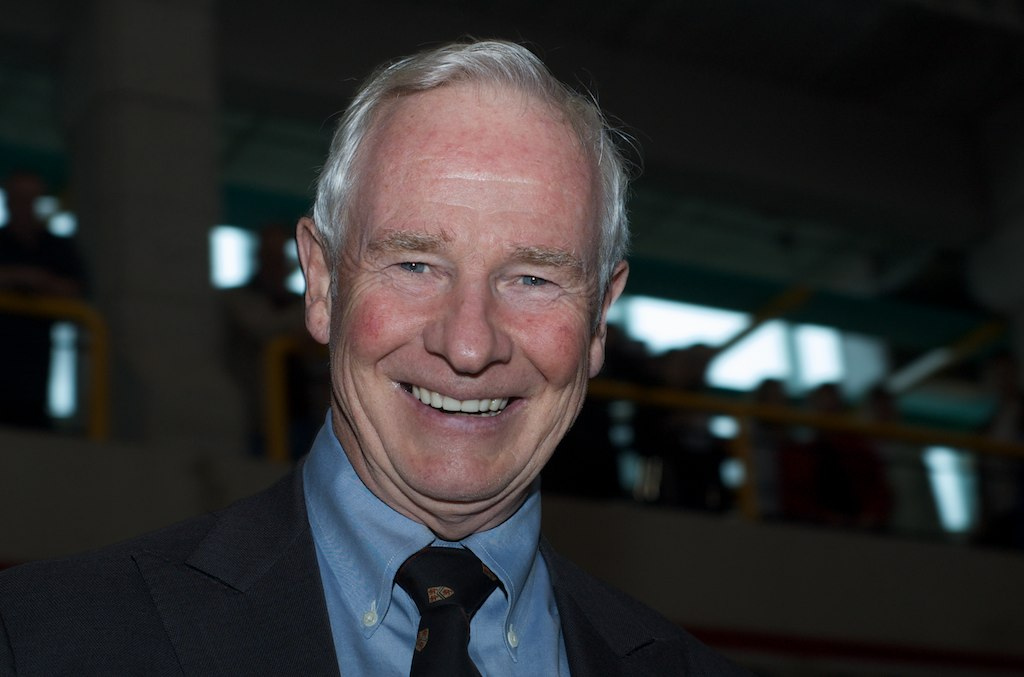
David Johnston en 2010.

Le 8 juillet 2010, le cabinet du premier ministre, Stephen Harper, annonce que la reine Élisabeth II approuve le choix du premier ministre de mandater Johnston pour succéder à Michaëlle Jean et devenir le prochain gouverneur général du Canada. Harper a alors dit de Johnston : « Il représente le meilleur du Canada, l'ardeur au travail, le dévouement et l'humilité en affaires publiques. J'ai confiance qu'il conservera ces traits de caractères dans son nouveau rôle en tant que représentant de la reine au Canada. »,.
Johnston a été recommandé pour ce rôle par un comité de recherche extraordinaire convoqué par le premier ministre et dirigé par Sheila-Marie Cook, secretaire du gouverneur général du Canada. Il est également composé de Kevin MacLeod, secrétaire canadien de la Reine, huissier du Bâton noir du Sénat du Canada, et l'agent principal du protocole au Parlement, Christopher Manfredi, doyen de la Faculté des arts à l'Université McGill, Rainer Knopff, politologue à l'Université de Calgary, le père Jacques Monet, de l'Institut canadien d'études des Jésuites, et Christopher McCreery, historien et secrétaire particulier du lieutenant-gouverneur de la Nouvelle-Écosse.
Le comité a mené de vastes consultations nationales avec plus de 200 personnes, dont des universitaires, des dirigeants politiques, actuels et à la retraite de toutes allégeances politiques, y compris les premiers ministres provinciaux, actuels et anciens dirigeants de partis politiques, anciens premiers ministres ainsi que plusieurs autres personnes, en vue d'établir une liste restreinte de candidats pour le poste,,. D'autres éminentes personnalités, y compris John de Chastelain et le journaliste John Fraser ont également fait partie de cette liste restreinte.

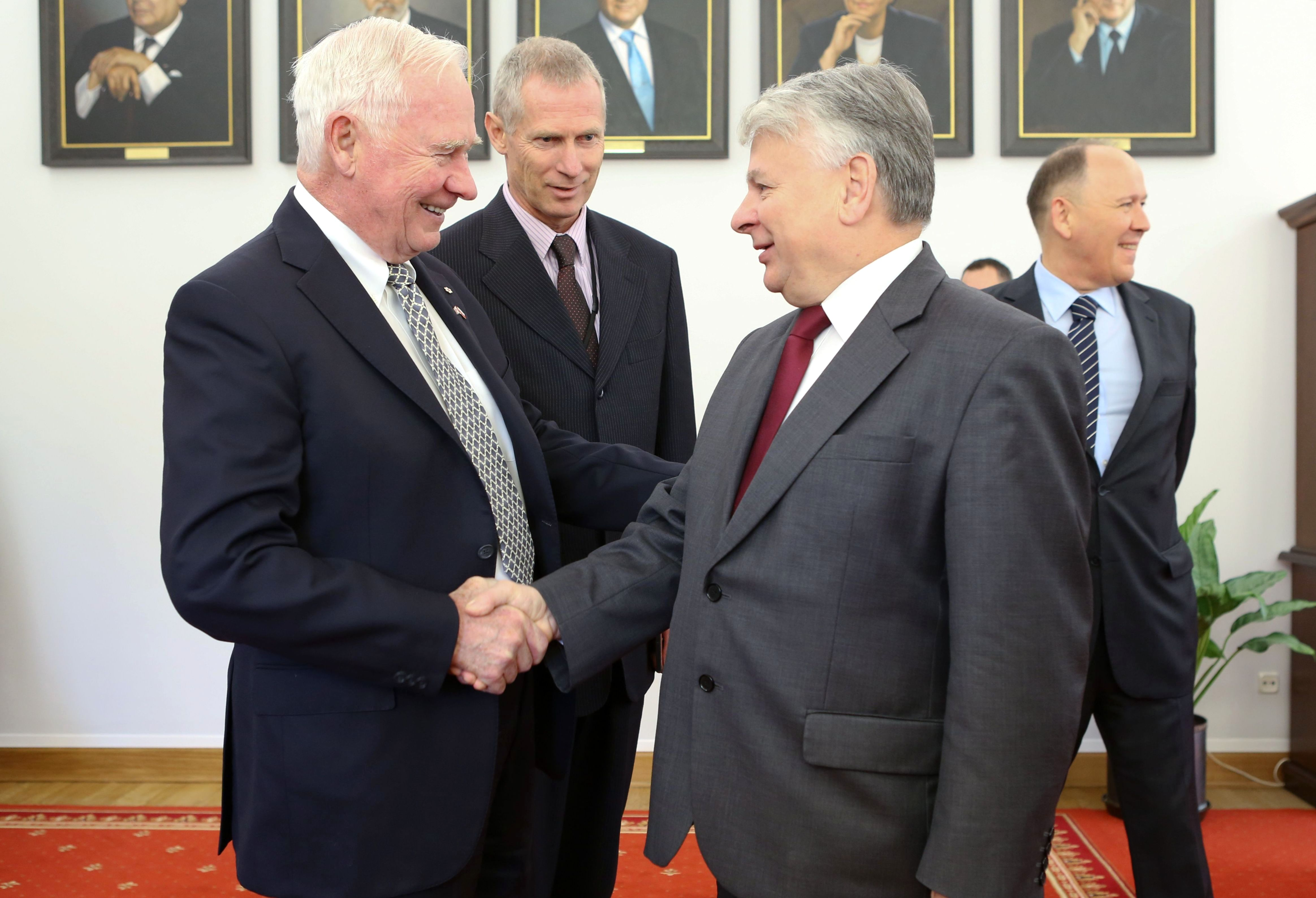
David Johnston et Bogdan Borusewicz, président du Sénat de la République de Pologne, en 2014.

Lors d'une conférence de presse tenue dans le foyer du Sénat, le jour où sa nomination a été annoncée, Johnston a déclaré : « Ma femme et moi avons toujours cru que le dévouement, que ce soit à la famille, à la communauté, à la formation universitaire ou au pays, est notre vocation première. Et nous sommes fiers d'avoir cette occasion de servir le Canada et nos concitoyens. » Il a ajouté : « Pendant mon séjour à Waterloo et à l'Université McGill, j'ai eu la chance d'être témoin de la créativité et de l'ingéniosité des canadiens, de nos liens étroits avec nos communautés et le monde et de reconnaitre notre diversité et notre vitalité. L'occasion de voir ses valeurs au travail à travers le pays est très important pour moi. ».
Il a également promis d'être « un défenseur inconditionnel [du] patrimoine canadien, des institutions canadiennes et de la population canadienne ».
Bien que le mandat du gouverneur général soit de 5 ans, il accepte une prolongation de la reine à son poste de 2 ans pour ne pas créer de vide institutionnel lors des élections fédérales canadiennes de 2015.

## Honneurs

### Décorations
- Médaille commémorative de l'intronisation de Willem-Alexander (2013)
- Médaille du jubilé de diamant d'Élisabeth II (2012)
- Commandeur de l'Ordre du mérite militaire (2010)[28]
- Commandeur de l'Ordre du mérite des corps policiers (2010)[28]
- Décoration des Forces canadiennes (2010)
- Chevalier de justice du Très vénérable ordre de Saint-Jean (2010)[28]
- Médaille du jubilé d'or d'Élisabeth II (2002)
- Compagnon de l'Ordre du Canada (1997)[29]
- Médaille commémorative du 125e anniversaire de la Confédération du Canada (1992)
- Officier de l'Ordre du Canada (1988)

### Doctorats honorifiques
- 1980 : Barreau du Haut-Canada, Doctor of Laws (LLD)
- 1985 : Université de Toronto, Doctor of Laws (LLD)
- 1986 : Université Bishop's, Doctor of Laws (LLD)
- 1987 : Montreal Diocesan Theological College, Doctor of Divinity (DD)
- 1989 : Université de la Colombie-Britannique, Doctor of Laws (LLD)
- 1991 : Université Queen's, Doctor of Laws (LLD)
- 1991 : Université de Western Ontario, Doctor of Laws (LLD)
- 1992 : Université de Montréal, Doctor of Laws (LLD)
- 1993 : Université Algoma (en), Doctor of Laws (LLD)
- 1994 : Université de Victoria, Doctor of Laws (LLD)
- 2000 : Université McGill, Doctor of Laws (LLD)
- 2008 : Université McMaster, Doctor of Laws (LLD)[7]
- 2010 : Université de Waterloo, Doctor of Laws (LLD)
- 2011 : Université Mount Allison, Doctor of Laws (LLD)

## Principaux livres publiés
- Cases and Materials on Corporate Finance and Securities Law (1967)
- Computers and Law (1968)
- Cases and Materials on Company Law (1969)
- Cases and Materials on Securities Law (1971)
- Business Associations (1979)
- Canadian Companies and the Stock Exchange (1980)
- Canadian Securities Regulation (1982, 2003, 2006)
- Partnerships and Canadian Business Corporations, Vols. 1 and 2 (1983, 1989, 1992)
- If Quebec Goes … The Real Cost of Separation (1995)
- Getting Canada On-line: Understanding the Information Highway (1995)
- Cyberlaw (1997)
- Communications in Law in Canada (2000)
- Halsbury's Law of Canada (2007)